# Gran Premio di superbike dell'Estoril 1993
Il Gran Premio di superbike dell'Estoril 1993 è stato la tredicesima e ultima prova del campionato mondiale Superbike 1993, è stato disputato il 17 ottobre sul circuito di Estoril e ha visto la vittoria di Fabrizio Pirovano in gara 1, mentre la gara 2 è stata vinta da Carl Fogarty.
Originariamente dopo questa gara se ne sarebbe dovuta disputare un'altra, in Messico, ma la stessa è stata annullata per troppa pericolosità, di conseguenza e a posteriori si seppe che lo statunitense Scott Russell aveva ottenuto il titolo iridato piloti, superando il britannico Carl Fogarty di 29 punti.

## Risultati

### Gara 1

#### Arrivati al traguardo[3]
| Pos. | Nº | Pilota               | Motocicletta | Tempo     | Griglia | Punti |
| ---- | -- | -------------------- | ------------ | --------- | ------- | ----- |
| 1º   | 5  | Fabrizio Pirovano    | Yamaha       | 43:26.806 | 9º      | 20    |
| 2º   | 10 | Piergiorgio Bontempi | Kawasaki     | +0:00.561 | 7º      | 17    |
| 3º   | 6  | Aaron Slight         | Kawasaki     | +0:00.862 | 1º      | 15    |
| 4º   | 9  | Giancarlo Falappa    | Ducati       | +0:18.271 | 10º     | 13    |
| 5º   | 32 | Terry Rymer          | Yamaha       | +0:20.597 | 3º      | 11    |
| 6º   | 89 | Simon Crafar         | Ducati       | +0:20.781 | 8º      | 10    |
| 7º   | 96 | Andreas Meklau       | Ducati       | +0:52.312 | 14º     | 9     |
| 8º   | 46 | Brian Morrison       | Kawasaki     | +1:20.240 | 5º      | 8     |
| 9º   | 45 | Dominique Sarron     | Yamaha       | +1:25.261 | 11º     | 7     |
| 10º  | 55 | Denis Bonoris        | Kawasaki     | +1:31.091 | 12º     | 6     |
| 11º  | 27 | Fred Merkel          | Ducati       | +1:34.124 | 6º      | 5     |
| 12º  | 20 | Jeffry de Vries      | Yamaha       | +1:37.892 | 13º     | 4     |
| 13º  | 86 | Jean-Marc Delétang   | Yamaha       | +1:43.430 | 15º     | 3     |
| 14º  | 37 | Michel Graziano      | Suzuki       | +1:44.547 | 21º     | 2     |
| 15º  | 78 | Telmo Pereira        | Suzuki       | +1:54.490 | 19º     | 1     |
| 16º  | 57 | Christian Lavieille  | Ducati       | +1 giro   | 24º     |       |
| 17º  | 70 | Aldeo Presciutti     | Ducati       | +1 giro   | 20º     |       |
| 18º  | 79 | Eduardo Paula        | Yamaha       | +1 giro   | 28º     |       |
| 19º  | 76 | Vitor Fidalgo        | Yamaha       | +2 giri   | 31º     |       |

#### Ritirati
| Nº | Pilota             | Motocicletta | Giri     | Griglia |
| -- | ------------------ | ------------ | -------- | ------- |
| 26 | Alex Vieira        | Kawasaki     | +5 giri  | 16º     |
| 74 | Alex Laranjeira    | Suzuki       | +7 giri  | 22º     |
| 11 | Scott Russell      | Kawasaki     | +14 giri | 4º      |
| 73 | Pedro Baptista     | Yamaha       | +17 giri | 23º     |
| 77 | Rui Carvalho       | Kawasaki     | +18 giri | 25º     |
| 82 | Gérald Muteau      | Yamaha       | +18 giri | 26º     |
| 4  | Carl Fogarty       | Ducati       | +19 giri | 2º      |
| 67 | Jean-Louis Tranois | Yamaha       | +20 giri | 27º     |
| 29 | Jean-Yves Mounier  | Yamaha       | +20 giri | 29º     |
| 75 | João Ramada        | Ducati       | +21 giri | 30º     |
| 14 | Christer Lindholm  | Yamaha       | +22 giri | 17º     |
| 23 | Fabrizio Furlan    | Kawasaki     | +22 giri | 18º     |

### Gara 2

#### Arrivati al traguardo[4]
| Pos. | Nº | Pilota               | Motocicletta | Tempo     | Griglia | Punti |
| ---- | -- | -------------------- | ------------ | --------- | ------- | ----- |
| 1º   | 4  | Carl Fogarty         | Ducati       | 41:36.995 | 2º      | 20    |
| 2º   | 11 | Scott Russell        | Kawasaki     | +0:08.913 | 4º      | 17    |
| 3º   | 5  | Fabrizio Pirovano    | Yamaha       | +0:11.852 | 9º      | 15    |
| 4º   | 9  | Giancarlo Falappa    | Ducati       | +0:14.372 | 10º     | 13    |
| 5º   | 6  | Aaron Slight         | Kawasaki     | +0:14.400 | 1º      | 11    |
| 6º   | 32 | Terry Rymer          | Yamaha       | +0:41.743 | 3º      | 10    |
| 7º   | 96 | Andreas Meklau       | Ducati       | +0:46.927 | 14º     | 9     |
| 8º   | 46 | Brian Morrison       | Kawasaki     | +0:50.892 | 5º      | 8     |
| 9º   | 27 | Fred Merkel          | Ducati       | +0:53.783 | 6º      | 7     |
| 10º  | 10 | Piergiorgio Bontempi | Kawasaki     | +0:55.634 | 7º      | 6     |
| 11º  | 45 | Dominique Sarron     | Yamaha       | +1:11.213 | 11º     | 5     |
| 12º  | 14 | Christer Lindholm    | Yamaha       | +1:16.708 | 17º     | 4     |
| 13º  | 86 | Jean-Marc Delétang   | Yamaha       | +1:16.890 | 15º     | 3     |
| 14º  | 55 | Denis Bonoris        | Kawasaki     | +1:27.263 | 12º     | 2     |
| 15º  | 57 | Christian Lavieille  | Ducati       | +1:31.554 | 24º     | 1     |
| 16º  | 70 | Aldeo Presciutti     | Ducati       | +1:47.406 | 20º     |       |
| 17º  | 37 | Michel Graziano      | Suzuki       | +1:48.107 | 21º     |       |
| 18º  | 78 | Telmo Pereira        | Suzuki       | +1 giro   | 19º     |       |
| 19º  | 23 | Fabrizio Furlan      | Kawasaki     | +1 giro   | 18º     |       |
| 20º  | 74 | Alex Laranjeira      | Suzuki       | +1 giro   | 22º     |       |
| 21º  | 67 | Jean-Louis Tranois   | Yamaha       | +1 giro   | 27º     |       |
| 22º  | 82 | Gérald Muteau        | Yamaha       | +1 giro   | 26º     |       |
| 23º  | 73 | Pedro Baptista       | Yamaha       | +1 giro   | 23º     |       |
| 24º  | 79 | Eduardo Paula        | Yamaha       | +1 giro   | 28º     |       |
| 25º  | 76 | Vitor Fidalgo        | Yamaha       | +2 giri   | 31º     |       |

#### Ritirati
| Nº | Pilota            | Motocicletta | Giri     | Griglia |
| -- | ----------------- | ------------ | -------- | ------- |
| 26 | Alex Vieira       | Kawasaki     | +5 giri  | 16º     |
| 20 | Jeffry de Vries   | Yamaha       | +9 giri  | 13º     |
| 77 | Rui Carvalho      | Kawasaki     | +9 giri  | 25º     |
| 89 | Simon Crafar      | Ducati       | +13 giri | 8º      |
| 29 | Jean-Yves Mounier | Yamaha       | +15 giri | 29º     |